# San Diego Padres
Die San Diego Padres sind ein US-amerikanisches Baseball-Team. Sie spielen in der Western Division der National League.
Die San Diego Padres kommen aus San Diego, Kalifornien, wo sie 1969 gegründet wurden. Seine Heimspiele trägt das Team seit 2004 im PETCO Park aus. Sie sind neben den Los Angeles Angels of Anaheim das einzige Team der MLB, welches seit seiner Gründung in Kalifornien spielt.
Früherer Eigentümer der Padres war der McDonald’s-Begründer Ray Kroc.

## Nicht mehr vergebene Nummern
| Nr. | Spieler                         | Saisons   |
| --- | ------------------------------- | --------- |
| 6   | Steve Garvey                    | 1983–1987 |
| 19  | Tony Gwynn                      | 1982–2001 |
| 31  | Dave Winfield                   | 1973–1980 |
| 35  | Randy Jones                     | 1973–1980 |
| 42  | Jackie Robinson (durch die MLB) | –         |
| 51  | Trevor Hoffman                  | 1993–2008 |

## Minor-League-Teams der San Diego Padres
Zum Franchise der Padres gehören folgende Minor-League-Teams:
- AAA:El Paso Chihuahuas, El Paso, Texas
- AA:San Antonio Missions, San Antonio, Texas
- Advanced A:Lake Elsinore Storm, Lake Elsinore, Kalifornien
- A:Fort Wayne Wizards, Fort Wayne, Indiana
- Short A:Tri-City Dust Devils, Pasco, Washington
- Rookie:Arizona Padres, Peoria, Arizona
- Rookie:Dominican Summer League Padres, Dominikanische Republik